# 합천 호연정
합천 호연정(陜川 浩然亭)은 대한민국 경상남도 합천군 율곡면에 있는 정자 건축물이다.
1981년 12월 21일 경상남도의 유형문화재 제198호 호연정으로 지정되었다가, 2018년 12월 20일 현재의 명칭으로 변경되었다.

## 개요
조선 선조(재위 1567∼1608) 때 예안현감을 지내던 이요당 주이 선생이 관직에서 물러나 이곳에 호연정을 짓고 많은 제자들을 길러냈다. 그 후 임진왜란 때 불탔으나 후손들이 그의 덕을 추모해 다시 지었다.
앞면 3칸·옆면 2칸의 1층 건물로 지붕 옆모습이 여덟 팔(八)자 모양인 팔작지붕으로 되어 있다. 특이한 것은 지붕 밑에 휜 나무를 그대로 사용했는데, 마치 꿈틀대는 용 같아서 장식적 효과가 크다. 전체적으로 부재가 장식적이며 두 가지의 건축양식을 혼용해 쓰고 있어 건물구조에 변화가 많다.
정자 주변은 주이가 직접 심었다는 여러 그루의 대나무에 둘러싸여 아름다운 경관을 이루고 있다.

## 참고 문헌
- 합천 호연정 - 국가유산청 국가유산포털